# Су-9
 Тази статия е за свръхзвуковия изтребител-прехващач Су-9.  За дозвуковия изтребител със същото име вижте Су-9 (1946).  
Су-9 е съветски едноместен реактивен свръхзвуков изтребител-прехващач, разработен в края на 1950-те години от ОКБ Сухой. Това е един от първите съветски самолети с триъгълно крило и първия в света изтребител–прехващач, създаден като съставна част от единен комплекс за прехват. Класификацията му по НАТО е Fishpot.

## Създаване
Самолетът е създаден на базата на изследванията, проведени от ЦАГИ по време на войната в Корея. Тези изследвания определят няколко оптимални аеродинамични схеми за реактивните изтребители. Тъй като в ОКБ Сухой се държи на унификацията, Т-3, първия прототип на бъдещия Су-9 се разработва успоредно със С-1, прототипът на бъдещия Су-7 и затова двете машини са много близки конструктивно. Основната конструктивна разлика е в крилото, което при Т-3 е триъгълно, а при С-1 – стреловидно. (Според приетата класификация в конструкторското бюро прототипите с триъгълно крило се обозначават с буква „Т“, а тези със стреловидно – с буква „С“.)
Докато се извършват проучванията и разработките, на 25 август 1956 г. излиза постановление на съветското правителство, предизвикано от безнаказаните полети на шпионските самолети U-2 над съветска територия, което налага свиването на сроковете за разработка на новите прехващачи и поставя като условие повишаването на височината на полета им. Благодарение на него конструкторите освобождават самолета от много второстепенни системи, с цел облекчаването на масата му. Прототипът изготвен по новите указания излита на 26 май 1956 г. и през юни същата година е показан заедно с прототипите на Су-7 и МиГ-21 на въздушния парад в Тушино. Самолетът се разработва като част от единен комплекс за прехват, включващ самолет-носител, бордова РЛС и управляеми ракети въздух-въздух. В началото са предвидени две 30-мм авиационни оръдия НР-30 в основата на крилата, но се отказват от тях и Су-9 става първият чисто ракетен прехващач. Следват дълги държавни и войскови изпитания, в процеса на които се отстраняват възникналите проблеми и на 15 октомври 1960 г. комплексът официално е приет на въоръжение под обозначението Су-9-51 (самолетът влиза в серийно производство още през 1958 г.), като съставните му части носят следните обозначения: самолетът – Су-9, РЛС – РП-9У и ракетата – РС-2УС.

## Основни модификации
- Су-9
- Су-9У
- Су-11

## На въоръжение
До края на 1959 над 150 машини са предадени в строеви части, дислоцирани в Беларус, Украйна, Туркменистан, Узбекистан и на север край Мурманск. Към средата на 1960-те г. около 30 изтребителни авиополка (ИАП) са въоръжени със Су-9; тези машини осигуряват и противовъздушната отбрана на космодрума Байконур. Самолетите достигат до местата на базирането си на собствен ход.
До приемането на въоръжение в края на 1960-те г. на МиГ-25, Су-9 е най-бързия и високо летящ боен самолет в СССР. Последните машини от този тип и развитието му Су-11 са изведени от въоръжение в края на 1970-те г., когато са напълно заменени от по-модерните Су-15 и МиГ-25. Част от тях са преработени в дистанционно управляеми самолети.
Общо са произведени около 1100 самолета Су-9. Известна част от тях са модернизирани до Су-11. Машините от този тип не са предлагани за износ.

## Рекорди
Със специално модернизирани за целта екземпляри на машината (обозначения Т-431 и Т-405) са поставени няколко световни рекорда по скорост и височина на полета:
- На 14 август 1959 г. В. С. Илюшин с модернизиран Су-9 (Т-431) достига динамичен таван на височина на полета от 28 857 м
- На 4 ноември 1962 г. В. С. Илюшин с Т-431 поставя рекорд на статически таван на височина на полета от 21 270 м;
- На 28 май 1960 г. Б. М. Адрианов с Т-405 поставя световен рекорд по скорост по 100-км затворен маршрут от 2092 км/ч;
- На 25 септември 1962 г. А. А. Кознов с Т-431 поставя световен рекорд по скорост по 500-км затворен маршрут от 2337 км/ч.

С катапултно кресло КС-3 от Су-9 е извършено и първото в Съветския съюз катапултиране при свръхзвукова скорост (при 1620 км/ч на височина 12 000 м).

## Бойна биография
Самолетите Су-9 носят бойно дежурство по охрана на въздушното пространство на СССР. Още не съвсем усвоени от екипажите, на тях им се налага да излитат на прехват на високолетящи разузнавателни самолети. Така на 9 април 1960 г. две двойки самолети от този тип правят неуспешни опити за прехват на американски шпионски самолет U-2, за пореден път влетял в съветското въздушно пространство. Близо месец по-късно, когато е най-накрая е свален самолет U-2 (с пилот Ф. Пауърс), Су-9 отново учства в лова на шпионския самолет. На този ден пилотът И. Ментюков откарва самолет Су-9 от завода-производител към строевата част, когато получава заповед да свали с таран (тъй като самолетите се пребазират невъоръжени) току-що засечения U-2. Въпреки че няма херметически костюм, пилотът се опитва да изпълни заповедта, но поради грешки в насочването от земята и отказ на бордовата РЛС опитът не успява. За втори опит самолетът няма гориво, тъй като на такава височина Су-9 може да се издигне само на пълен форсаж. U-2 е свален от ракета земя-въздух, изстреляна от ЗРК С-75 Двина.
В края на 1960-те г. от авиобазата Кюрдамир (Бакински окръг за ПВО) излитат двойка Су-9 за прехват на двойка ирански изтребители, нарушили съветското въздушно пространство. След насочване от земята, водещият изстрелва ракета РС-2УС, но бордовата РЛС приема двете летящи близо една до друга цели като една и ракетата прелита между самолетите без да порази нито един от тях.
Изтребителите Су-9 участват активно в прехващането и унищожаването на автоматични дрейфуващи аеростати, т. нар. разузнавателни балони.
|  | Уикипедия разполага с Портал:Авиация |